# St. Nikolaus (Wulmeringhausen)

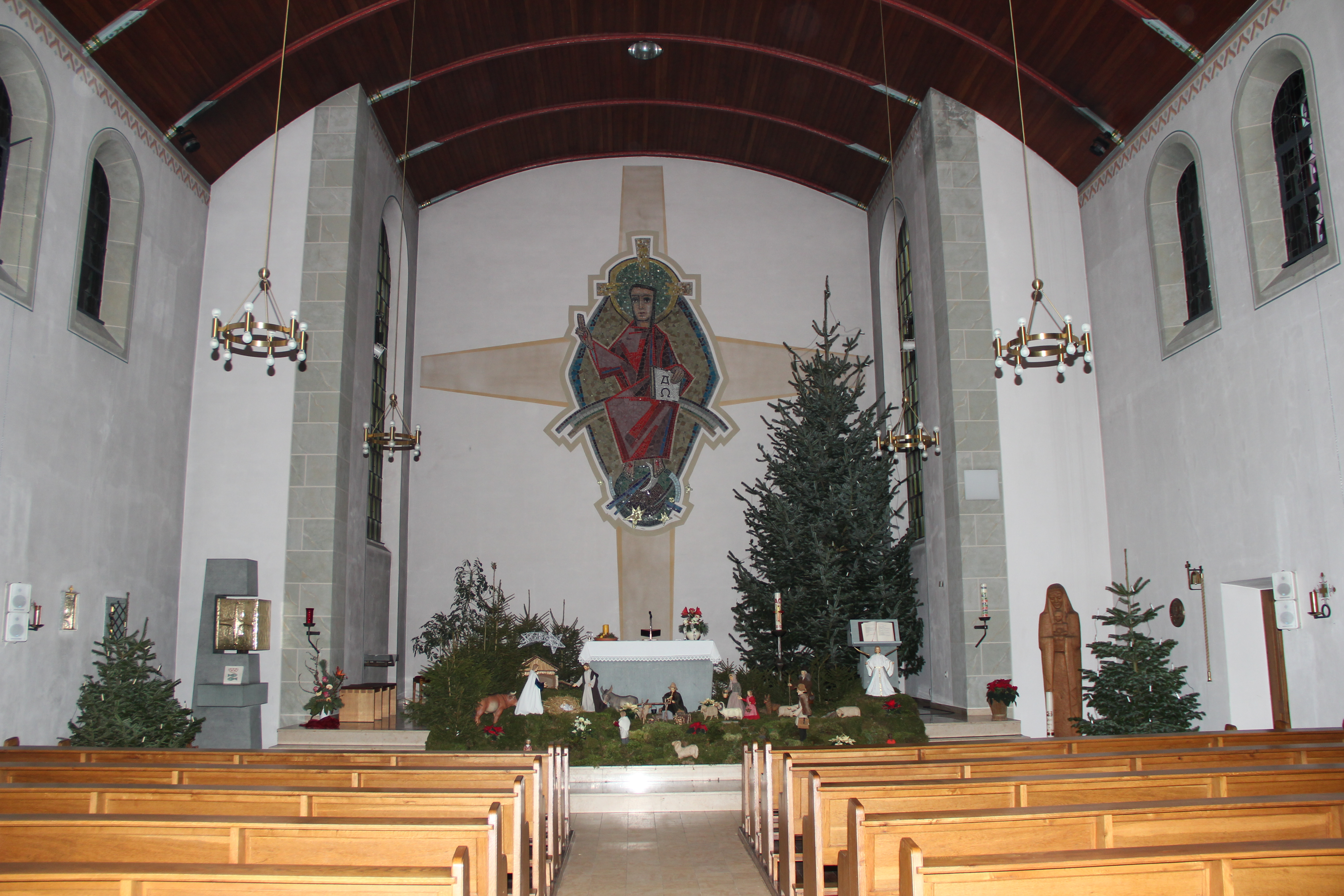
Innenansicht der Kirche St. Nikolaus in Wulmeringhausen

Die katholische St.-Nikolaus-Kirche ist ein Kirchengebäude in Wulmeringhausen, einem Ortsteil von Olsberg im Hochsauerlandkreis (Nordrhein-Westfalen).

## Geschichte und Architektur
Vorgängerkirche war die 1735 errichtete St.-Nikolaus-Kapelle. Sie war neun Meter lang und vier Meter breit. Sie war aus örtlichem Bruchstein mit Lehm gemauert worden. In dieser Kapelle wurde durch den Pfarrer von Assinghausen einmal in der Woche, fast immer am Mittwoch, eine Messe gelesen. Zum Sonntagsgottesdienst mussten die Wulmeringhauser Einwohner die Kirche in Assinghausen besuchen. 1920 wurde Wulmeringhausen Filialgemeinde mit einem eigenen Geistlichen. Wegen Platzmangels wurde die Kapelle um einen Notanbau erweitert. Ein Teil der alten Kapelle wurde als Chorraum in die Neue übernommen. Aus dem Schutt von den Halden der früheren Zinkgrube wurde Betonformsteine gegossen und mit diesen die Kapelle hochgezogen. Das entstandene Zinksulfat zerfraß die Betonformsteine, nach nur 32 Jahren war das Gebäude abbruchreif. Am 20. Juni 1952 wurde, vor dem wenige Tage später erfolgten Abbruch, ein letzter Gottesdienst gefeiert. Der Grundstein zur Nikolauskirche wurde am 24. August 1952 gelegt. Architekt war Alfred Kalmbacher aus Dortmund. Eine Orgel wurde im November 1955 von dem Werler Orgelbauunternehmen Gebrüder Stockmann eingebaut. Der Innenraum wurde 1971 renoviert.